# Салас, Джастин
Джа́стин Бе́рнард Са́лас (англ. Justin Bernard Salas; род. 13 марта 1982, Грин-Ривер) — американский боец смешанного стиля, представитель лёгкой весовой категории. Выступал на профессиональном уровне в период 2006—2016 годов, известен по участию в турнирах бойцовской организации UFC, владел титулом чемпиона Full Force Fighting.

## Биография
Джастин Салас родился 13 марта 1982 года в городе Грин-Ривер, штат Вайоминг. С юных лет серьёзно занимался борьбой, во время учёбы в старшей школе дважды выигрывал чемпионат штата, дважды получал статус всеамериканского спортсмена, удостоился награды Зала славы Дейва Шульца. В период 2000—2003 годов учился в Вайомингском университете, состоял в университетской борцовской команде и успешно выступал в первом дивизионе Национальной ассоциации студенческого спорта, однако в конечном счёте бросил учёбу, решив стать бойцом ММА.

### Начало профессиональной карьеры
Дебютировал в смешанных единоборствах на профессиональном уровне в мае 2006 года, однако дебют оказался неудачным — в третьем раунде поединка с Кори Либертом Салас попался на рычаг локтя и вынужден был сдаться. Тем не менее, вскоре между ними состоялся матч-реванш, и на сей раз Салас победил, отправив Либерта в нокаут в первом же раунде. Дрался в различных небольших американских промоушенах, таких как Victory Fighting Championship, Midwest Championship Fighting, Ring of Fire, Warriors Collide и др. В 2009 году потерпел ещё два поражения досрочно, но в остальных случаях неизменно выходил из поединков победителем.
В январе 2011 года на турнире Full Force Fighting в Денвере единогласным решением судей выиграл у довольно сильного бойца Роба Эмерсона и тем самым завоевал титул чемпиона в лёгкой весовой категории.

### Ultimate Fighting Championship
Имея в послужном списке девять побед и только три поражения, Салас привлёк к себе внимание крупнейшей бойцовской организации мира Ultimate Fighting Championship и в январе 2012 года подписал с ней долгосрочный эксклюзивный контракт. В дебютном поединке в октагоне победил по очкам такого же новичка организации Антона Куйванена из Финляндии. Однако в следующем бою техническим нокаутом в начале первого раунда потерпел поражение от Тима Минса.
Планировался его бой против бразильца Эдсона Барбозы, но Салас травмировался и вынужден был сняться с турнира. В итоге он вышел в клетку против Аарона Райли и в достаточно близком противостоянии победил раздельным судейским решением. Также в 2013 году дрался с бразильцем Тиагу Таварисом — тот в первом же раунде принудил его к сдаче с помощью удушающего приёма сзади.
В 2014 году Джастин Салас отправил в нокаут малоизвестного бойца Бена Уолла, после чего техническим нокаутом проиграл Джо Проктору.
Последний раз выступал в UFC в марте 2016 года, проиграв техническим нокаутом представителю Канады Джейсону Сагго. На этом поражении его сотрудничество с организацией подошло к концу.

## Статистика в профессиональном ММА
| Боёв 19  | Побед 12 | Поражений 7 |
| -------- | -------- | ----------- |
| Нокаутом | 4        | 4           |
| Сдачей   | 3        | 3           |
| Решением | 5        | 0           |

| Результат | Рекорд | Соперник        | Способ                 | Турнир                                         | Дата            | Раунд | Время | Место              | Примечание                                |
| --------- | ------ | --------------- | ---------------------- | ---------------------------------------------- | --------------- | ----- | ----- | ------------------ | ----------------------------------------- |
| Поражение | 12-7   | Джейсон Сагго   | TKO (удары руками)     | UFC 196                                        | 5 марта 2016    | 1     | 4:31  | Лас-Вегас, США     |                                           |
| Поражение | 12-6   | Джо Проктор     | TKO (удары руками)     | UFC Fight Night: Cerrone vs. Miller            | 16 июля 2014    | 2     | 3:27  | Атлантик-Сити, США |                                           |
| Победа    | 12-5   | Бен Уолл        | KO (удары руками)      | UFC Fight Night: Brown vs. Silva               | 10 мая 2014     | 1     | 2:41  | Цинциннати, США    |                                           |
| Поражение | 11-5   | Тиагу Таварис   | Сдача (удушение сзади) | UFC Fight Night: Belfort vs. Henderson         | 9 ноября 2013   | 1     | 2:38  | Гояния, Бразилия   |                                           |
| Победа    | 11-4   | Аарон Райли     | Раздельное решение     | UFC on Fox: Johnson vs. Moraga                 | 27 июля 2013    | 3     | 5:00  | Сиэтл, США         |                                           |
| Поражение | 10-4   | Тим Минс        | TKO (удары)            | UFC on FX: Johnson vs. McCall                  | 8 июня 2012     | 1     | 1:06  | Санрайз, США       |                                           |
| Победа    | 10-3   | Антон Куйванен  | Единогласное решение   | UFC on Fuel TV: Sanchez vs. Ellenberger        | 15 февраля 2012 | 3     | 5:00  | Омаха, США         |                                           |
| Победа    | 9-3    | Джо Элленбергер | Единогласное решение   | Victory Fighting Championship 36               | 14 октября 2011 | 5     | 5:00  | Каунсил-Блафс, США |                                           |
| Победа    | 8-3    | Роб Эмерсон     | Единогласное решение   | Full Force Fighting Vol. 1                     | 30 января 2011  | 3     | 5:00  | Денвер, США        | Выиграл титул чемпиона FFF в лёгком весе. |
| Победа    | 7-3    | Мэтт Симс       | TKO (удары руками)     | Fight To Win/King of Champions: Worlds Collide | 24 июля 2010    | 2     | 2:14  | Денвер, США        |                                           |
| Победа    | 6-3    | Роберт Симмонс  | TKO (удары руками)     | Fight To Win: Phenoms                          | 30 января 2010  | 1     | 1:40  | Денвер, США        |                                           |
| Победа    | 5-3    | Джош Арочо      | Сдача (удушение сзади) | Midwest Championship Fighting: Resurrection    | 24 октября 2009 | 1     | 3:53  | Норт-Платт, США    |                                           |
| Поражение | 4-3    | Эдди Пелчински  | TKO (удары руками)     | Ring of Fire 35: Summer Brawl                  | 1 августа 2009  | 1     | 0:09  | Брумфилд, США      |                                           |
| Поражение | 4-2    | Эндрю Чаппелл   | Сдача (треугольник)    | Ring of Fire 33: Adrenaline                    | 10 января 2009  | 1     | 2:06  | Брумфилд, США      |                                           |
| Победа    | 4-1    | Эрик Фагиас     | Сдача (гильотина)      | Warriors Collide 4                             | 19 июля 2008    | 1     | 1:09  | Крипл-Крик, США    |                                           |
| Победа    | 3-1    | Макс Смит       | Сдача (удушение сзади) | Ring of Fire 32: Respect                       | 13 июня 2008    | 1     | 1:26  | Брумфилд, США      |                                           |
| Победа    | 2-1    | Крис Хартман    | Решение большинства    | Ring of Fire 27: Collision Course              | 9 декабря 2006  | 2     | 5:00  | Касл-Рок, США      |                                           |
| Победа    | 1-1    | Кори Либерт     | KO (удары руками)      | Midwest Championship Fighting: Genesis         | 18 ноября 2006  | 1     | 1:33  | Норт-Платт, США    |                                           |
| Поражение | 0-1    | Кори Либерт     | Сдача (рычаг локтя)    | Victory Fighting Championship 13: Redemption   | 13 мая 2006     | 3     | N/A   | Норт-Платт, США    |                                           |